# Муртазалі-хан I
Муртазалі-хан I (1703—1743) — 2-й володар Газікумухського ханства в 1741—1743 роках. Відзначався хоробрістю та військовим хистом.

## Життєпис
Син Сурхай-хана I, правителя Газікумуського ханства. Народився 1703 року в Газі-Кумусі. Замолоду, десь з 1720-х років, брав участь з батьком у війнах проти Персії. 1738 року відіграв важливу роль у перемозі над перським намісником Ібрагім-ханом у битві при Джарії.
У 1741 року після полону батько оголошено новим ханом. Продовжив боротьбу проти перської армії Надир Шаха. Відзначився у битві при Аймакінській ущелині. Помер 1743 року від отриманих поранень. Новим ханом став його брат Мухаммад-бек.